# Institut Valencià d'Estadística
L'Institut Valencià d'Estadística (IVE), va ser creat per l'article 114 de la Llei 3/2020 de 30 de desembre, de la Generalitat, de mesures fiscals, de gestió administrativa i financera i d'organització de la Generalitat 2021.
És un organisme autònom amb personalitat jurídica pròpia, patrimoni, tresoreria i autonomia de gestió, de la Generalitat; aquest organisme és un dels previstos en l'article 154 de la Llei 1/2015, de 6 de febrer, que té com a objectiu la gestió de l'activitat estadística d'interés de la Generalitat d'hisenda pública, del sector públic instrumental i de subvencions.
L'Estatut de l'Institut Valencià d'Estadística (IVE) aprovat pel Decret 109/2021, de 6 d’agost, del Consell, va dotar-lo d'una estructura adequada al compliment de les funcions que té assignades.